# Kirke Helsinge (plaats)
Kirke Helsinge is een plaats in de Deense regio Seeland, gemeente Kalundborg, en telt 561 inwoners (2008).
- Library of Congress Control Number: n80105516
- Nationale Bibliotheek van Israël: 987007555058405171
- Virtual International Authority File: 157106396